# Le Gorvello
Le Gorvello (ou parfois Gorvello, sans article) est un hameau du Morbihan, à cheval sur les communes de Theix-Noyalo et de Sulniac.

## Localisation
Le hameau est situé au croisement des routes départementales D7 et D183, à égale distance de Theix, Sulniac, Berric, La Trinité-Surzur et Lauzach. Il est distant d'environ 15 km du centre-ville de Vannes.

## Histoire
Au XIIe siècle, Le Gorvello abritait une « aumônerie », appartenant aux Templiers, qui soignait les pauvres, les malades et les lépreux. À la dissolution de l'ordre du Temple, en 1312, la paroisse est passée sous le contrôle de l'évêque de Vannes. L'église Saint-Jean-Baptiste est construite à partir de 1523 pour remplacer la chapelle des Templiers.

## Monuments
Le Gorvello possède deux édifices inscrits à l'inventaire des Monuments historiques, tous deux situés sur le territoire de Sulniac :
- L'église Saint-Jean-Baptiste de Gorvello ;
- La fontaine Saint-Jean-Baptiste de Gorvello ;
- La chapelle Saint-Roch, construite en 1604 dans le cimetière de la paroisse, est également remarquable, notamment pour ses sablières et ses fresques.

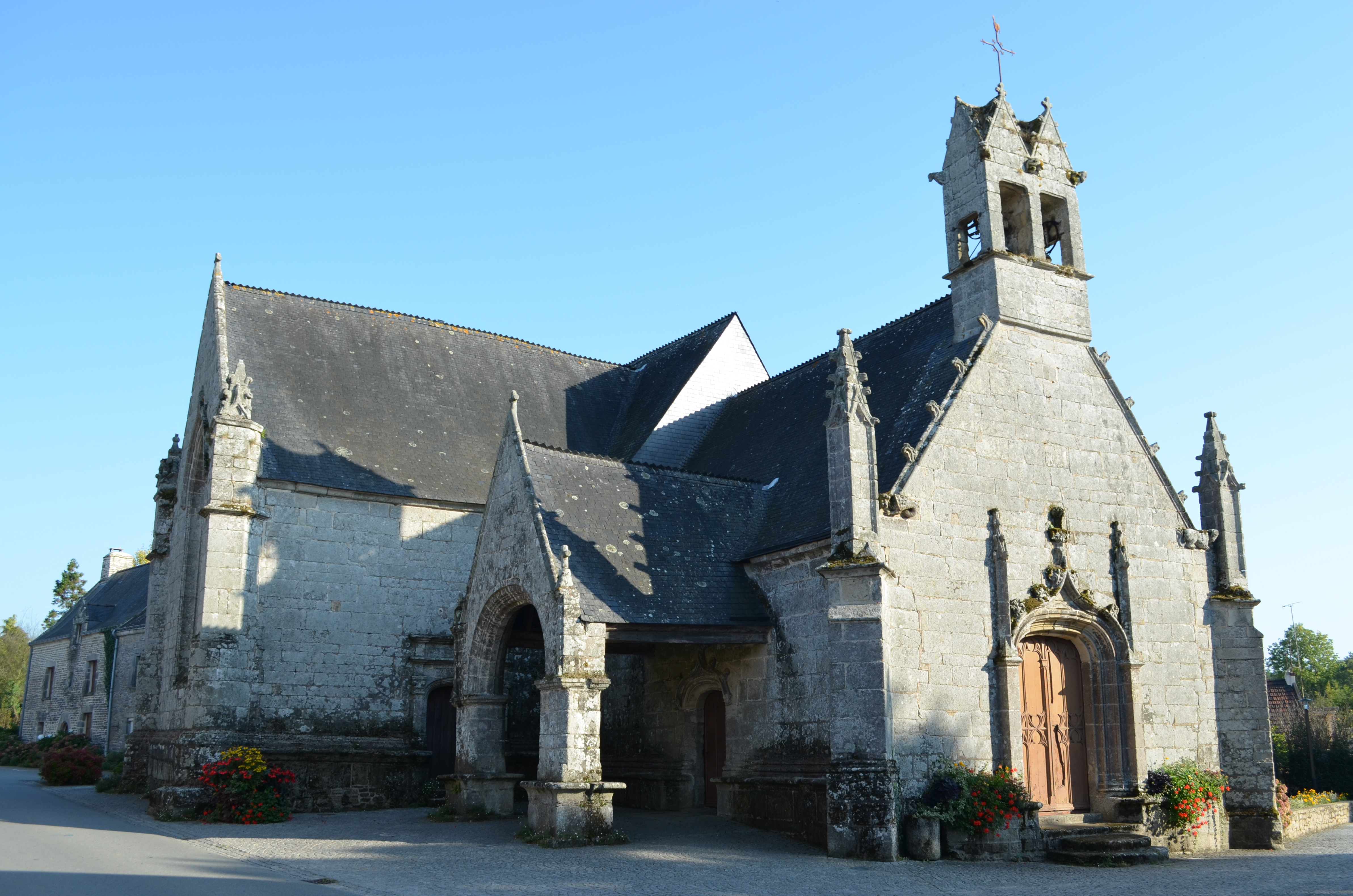
L'église Saint-Jean-Baptiste.